# Саая, Алексей Хеймер-оолович
Алексей Хеймер-оолович Саая (7 апреля 1964, Кызыл) — тувинский музыкант, мультиинструменталист. Заслуженный артист Республики Тыва (2010), художественный руководитель Тувинской государственной филармонии им. В. Халилова.

## Биография
Алексей родился 7 апреля 1964, в г. Кызыл в семье ученого Саая Хеймер-оола Мынмыровича (20 сентября 1937) и режиссера ТЮЗ-а Саая Зои Федоровны (22 февраля 1941).
Жили в городе Кызыле, закончил 10 классов в Кызылской школе № 15.
Учился в Кызылском училище искусств в отделении духовых и ударных инструментов. В 1985 г. перевелся в музыкальное училище им. Гнесиных и закончил в 1988 г. по квалификации « Артист оркестра. Руководитель самодеятельного духового оркестра. Преподаватель музыкальной школы по классу кларнета».
1988 — артист-инструменталист в ВИА «Аян».
1992 — музыкант симфонического оркестра.
1993—2000 — преподаватель РООМХШИ им. Кенденбиля.
1993—2000 — бас-гитарист группы «Ят-Ха».
2016 — художественный руководитель Тувинской государственной филармонии им. В. Халилова.

## Звания и награды
- Заслуженный артист Республики Тыва (8 октября 2010)[1]

## Семья
Жена: Саая Александра Кок-ооловна. Разведён.
Дети:
- Сын: Саая Мерген Алексеевич (12 мая 1990), военнослужащий, Абакан
- Дочь: Саая Алена Алексеевна (8 марта 2000), студентка Сибирского государственного института искусств им. Д.А. Хворостовского

## Родственники
Сестра: Монгуш Анджела Алексеевна (7 февраля 1974).